# Mato Mendes
Mato Mendes es una localidad caboverdiana del municipio de Tarrafal.

## Geografía
La localidad está situada en la isla de Santiago.

## Organización territorial
La localidad abarca los lugares y barrios de:
- Chão de Mato
- Coco Sanches
- Cutelo Baixo
- Fundo
- Lém Borges
- Mato Baixo
- Peornel
- Ponta Fonte (Ponta Tcham de Mato)